# Transposición de Amadori
La transposición de Amadori es una reacción orgánica que consiste en la isomerización en medio ácido (transposición) de un N-glícósido de una aldosa a su correspondiente 1-amino-1-desoxicetosa.,, El nombre de esta reacción honra al químico italiano Mario Amadori, quien la investigó. Ésta es una reacción representativa en la química de carbohidratos.

## Mecanismo
Se ha demostrado que el mecanismo comienza a partir de la aldosa en su forma hemiacetálica (1) se abre a su forma lineal (2). En presencia de amoniaco se forma el hemiaminal lineal (1,1-amino-alcohol) 3, el cual es inestable y se deshidrata, obteniéndose el amino azúcar correspondiente. (Se puede formar la imino azúcar lineal (5) y la forma heterocíclica (4))
Por tratamiento de la glucosamina con piridina y anhídrido acético, el grupo imino tautomeriza a la forma de enamina y el intermedio enólico vecinal tautomeriza a su vez a la forma ceto.
La reacción está asociada con la reacción de Maillard ya en dicha que reaccionan azúcares con aminoácidos.

## Producto Amadori
Un  producto Amadori es un intermediario en la formación de un producto final de glicación avanzada (AGE)
La formación de estos compuestos involucra los siguientes pasos:
1. Formación de bases de Schiff: Por ejemplo, el grupo aldehído de la molécula de glucosa se combina con el grupo amino de una molécula de lisina (en una proteína)para formar una base de Schiff base.
2. Formación de un producto Amadori: Se denomina así al producto de la transposición de la base de Schiff, en donde el átomo de hidrógeno del grupo hidroxilo adyacente al doble enlace carbono-nitrógeno de la imina se desplaza hacia el nitrógeno, formando una cetona.
3. Formación of un producto final de glicación avanzada (AGE): El producto de Amadori se oxida, por lo general por la catálisis de un metal de transición.

Los primeros dos pasos son reversibles y el último, irreversible.